# Andrés Mateo de Guardiola y Aragón
Andrés Mateo de Guardiola y Aragón también como Andrés Matheo de Guardiola o bien Andrés de Guardiola y Aragón o simplemente Andrés Guardiola (Barcelona del condado homónimo, Corona de Aragón, ca. 1445–Corona castellana, después de 1516) era un noble aragonés que siendo el mayordomo mayor del infante-duque Enrique de Aragón y Pimentel habían sido enviados durante la Guerra de Sucesión Castellana, por mandato de su primo el rey Fernando II de Aragón, para tomar el castillo de Jumilla que pertenecía al rebelde marqués Diego Pacheco que apoyaba y protegía a la aspirante real Juana la Beltraneja, y una vez conquistado, fue designado por los Reyes Católicos como alcaide del mismo en 1475, además de ser nombrado como capitán general de las Fronteras de Jumilla y del Marquesado de Villena, que formaban parte del adelantamiento mayor del Reino de Murcia, en vísperas de la Guerra de Granada declarada por la Monarquía Hispánica entre 1482 y 1492. 

## Biografía hasta la conquista del castillo de Jumilla

### Origen familiar y primeros años

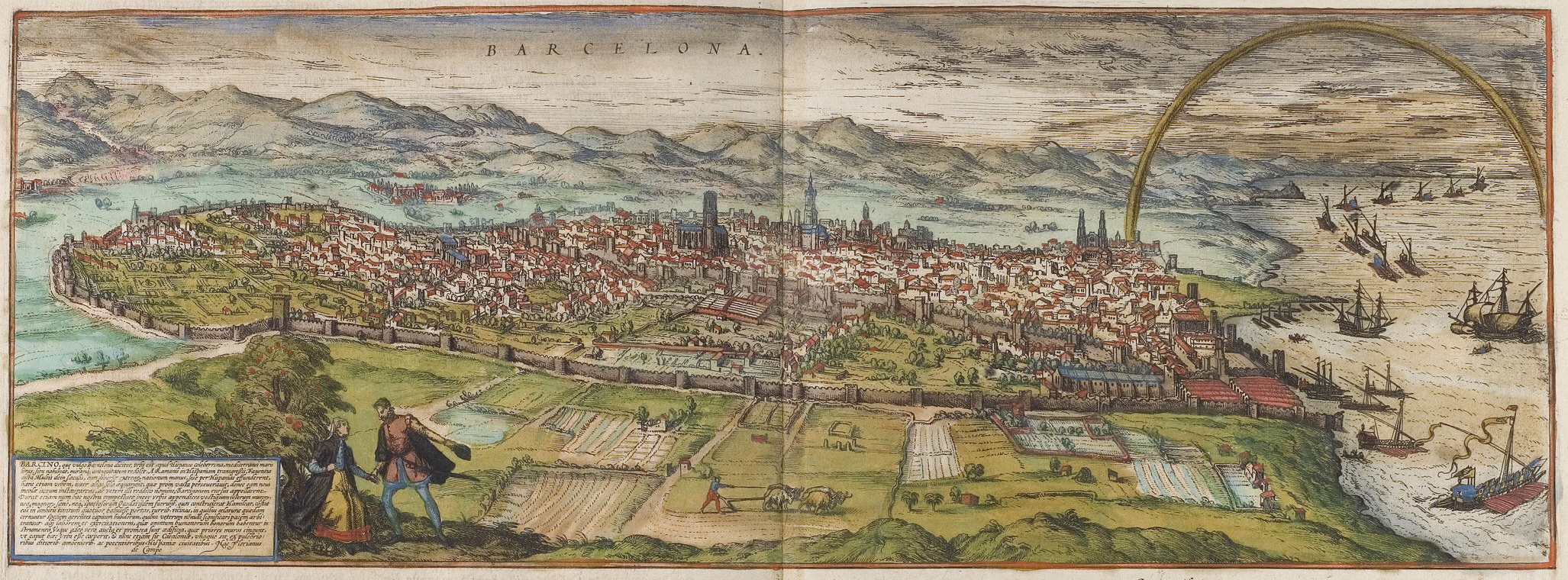
La ciudad de Barcelona hacia 1535 (en un grabado de Georg Braun y Frans Hogenberg, publicado en 1572 por Civitates Orbis Terrarum).

Andrés Mateo de Guardiola y Aragón había nacido hacia 1445 en la ciudad de Barcelona, capital del condado homónimo que formaba parte de la Corona de Aragón.
Su padre era el doctor Geraldo de Guardiola (n. ca. 1415), señor de la Casa de Guardiola y sus baronías que tenía su solar en la ciudad de Barcelona, el cual está documentado desde el 6 de julio de 1215 en la parroquia del Monasterio de San Pedro de las Puellas. Fue consejero real, abogado del Consejo de Ciento y de la Diputación del General del Principado de Cataluña.
La madre era Aldonza de Aragón (n. ca. 1425), una prima del duque Alfonso de Aragón y Escobar (n. 1417) y por lo tanto Aldonza era de ascendencia real.

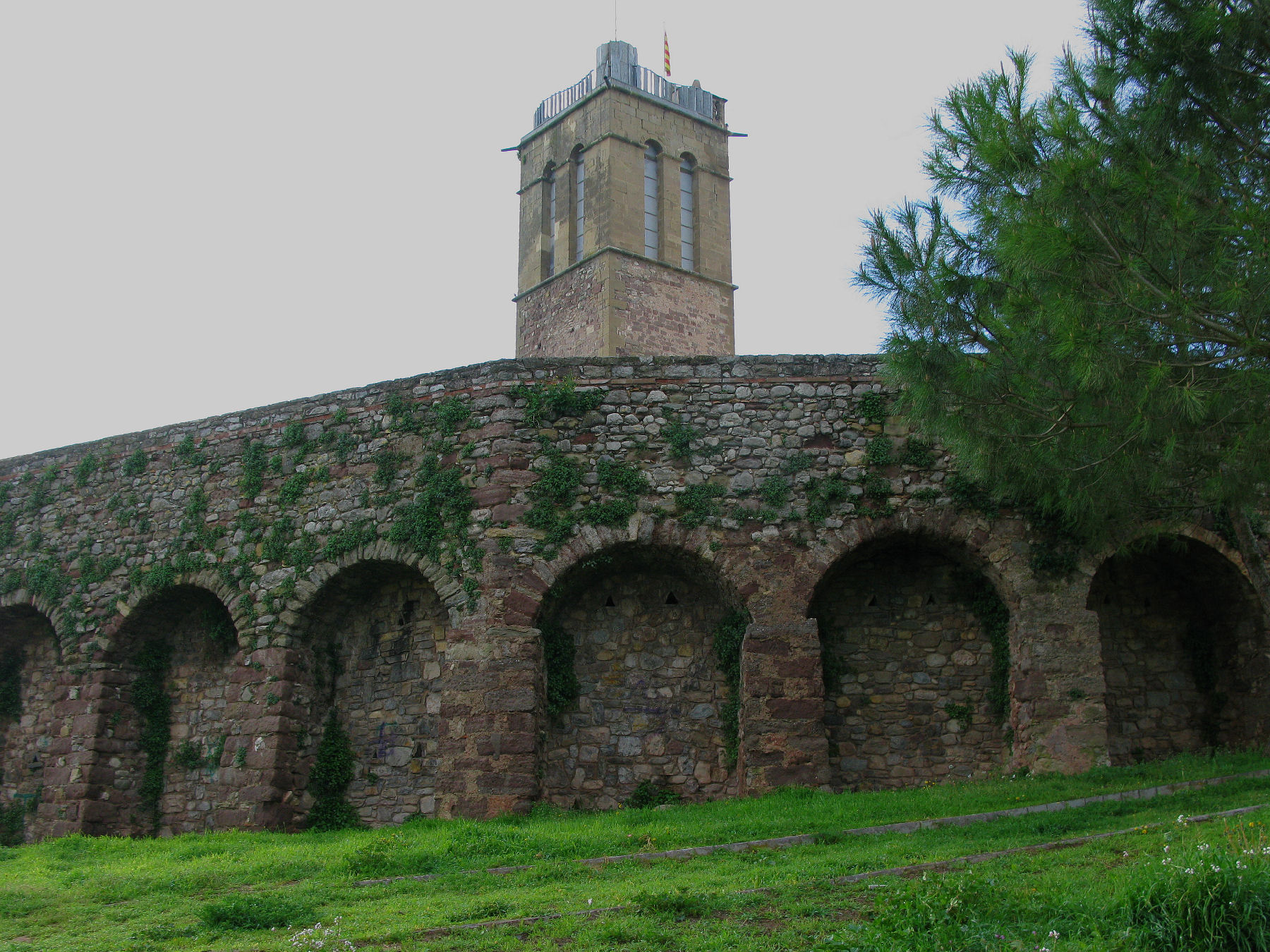
El castillo de Artés de la localidad homónima que fueron feudos del linaje Guardiola.

Por la vía paterna, Andrés era un descendiente de los condes de Barcelona y de Cerdaña, y con el pasar del tiempo hacia el año 1190 dicho linaje tuvo como feudo el castillo de Artés cuyo propietario desde septiembre de 1198 era Guillen de Guardiola (ca. 1168-Artés, principios de 1228) que al fallecer se lo heredó a su hijo Berenguer de Guardiola (n. ca. 1198) que pudo tomar posesión luego de un corto pleito con la viuda de su padre de nombre Sibila, el 16 de junio de 1228, pero que esta al apelar consiguió que le reconocieran el usufructo vitalicio.

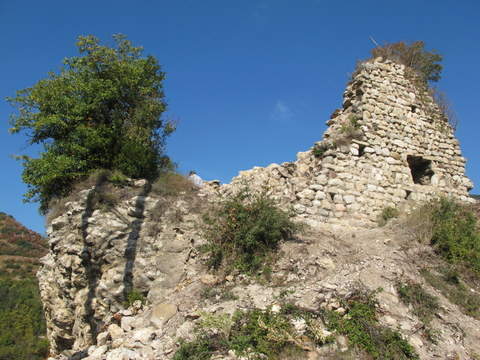
Ruinas del castillo de Guardiola de Berga o Berguedá, mandado a destruir por el cardenal Richelieu en 1642.

También sus ancestros ostentaron a perpetuidad la alcaidía del castillo de Guardiola pero al perder su linaje por mayorazgo a favor del primogénito Pedro de Guardiola (ca. 1211-Guardiola de Berga, 1281) que estaba casado con Berenguela, al fallecer lo heredó a su única hija Agnes de Guardiola (n. ca. 1241), la cual al no poder hacerse cargo del castillo devolvió los derechos a cambio de su manutención vitalicia al Monasterio de San Lorenzo de Bagá que lo poseyera hasta 1327, cuando fue incorporado a la Corona aragonesa.
Otro ancestro llamado Arnau de Guardiola (n. ca. 1270) compró como feudo el castillo de Mura por 1.000 sueldos a Pedro de Grevalosa, señor del castillo de Castellar, el 6 de enero de 1319 y una vez hecha la concesión le rindió homenaje junto a su hijo Berenguer II de Guardiola (n. ca. 1305). Finalmente el sucesor Pedro II de Guardiola (n. ca. 1340) lo vendió por 560 sueldos a Francisco Matheu del Manso en noviembre de 1390.
Andrés Mateo tenía por lo menos un hermano, el doctor Miguel Geraldo de Guardiola (ca. 1447-Barcelona, ca. 1523), consejero real, lugarteniente regente de Cancillería, regente del Consejo Supremo de la Corona de Aragón y elevado a la dignidad de caballero el 16 de noviembre de 1482, que se casó con Violante Destorrent y Casaldáguila, para concebir a dos hijos: Miguel de Guardiola y Destorrent (n. ca. 1492) y el segundogénito Pau de Guardiola.

### Armas del linaje Guardiola de la Corona de Aragón
El blasón del linaje Guardiola de la Corona de Aragón por privilegio militar del ya citado Miguel Geraldo de Guardiola del año 1482 y que está en la iglesia del Monasterio de San Salvador de Breda, en donde reposan Miguel de Guardiola —sobrino de Andrés de Guardiola— y su esposa Magdalena de Terrades y Clasquerí, está descrito de la siguiente manera: en campo de azur, una sierra de plata puesta en banda dentellada por abajo y acompañada de dos ojos humanos, uno a cada lado, el cual figuraba en el sello de Miguel Montserrat de Guardiola y Terrades (n. ca. 1542), regente de Cancillería desde 1605.

### Blasón de la Casa de Guardiola de la Corona de Castilla

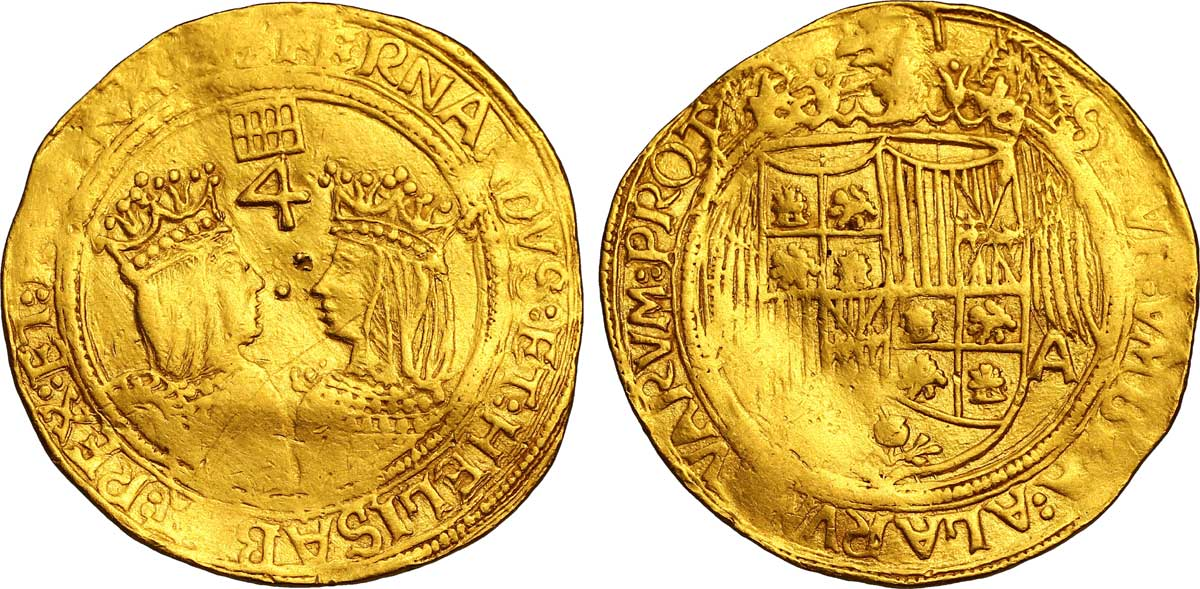
Moneda de oro de cuatro ducados de los Reyes Católicos de la Monarquía Hispánica, en cuyo anverso se ubican los bustos afrontados de Fernando II e Isabel I, con el valor 4 entre ambas coronas y encima del mismo con el acueducto de Segovia como marca de ceca, rodeados por una frase en latín. En el reverso figura un escudo con las armas de Castilla y León y de Aragón-Sicilia, y la de Granada en punta, coronado y cobijado por el águila de San Juan, y todo rodeado por una leyenda en latín.

En cuanto al blasón que ostentaba Andrés Mateo de Guardiola y su descendencia de la Casa de Guardiola del Reino de Murcia, que a su vez formaba parte de la Corona castellana bajo la Monarquía Hispánica, posee una pieza heráldica cuartelada en sotuer o aspa y su figura está descrita de la siguiente manera: jefe y punta de oro con cinco bastones de gules, los dos flancos de plata poseen como mueble heráldico a un ojo humano cada uno, y la bordura está dividida en cuatro piezas de plata cargadas de un león de gules, alternadas con cuatro de gules cargadas de un castillo de oro.

### Mayordomo mayor del infante-duque de Segorbe
Andrés de Guardiola fue mayordomo mayor del infante Enrique de Aragón y Pimentel (n. 1445), conde de Ampurias desde 1458 y duque de Segorbe desde 1469, quien fuera sobrino del rey Juan II y primo hermano del futuro soberano Fernando II de Aragón desde 1479 y que al asumir nombraría al duque Enrique como lugarteniente de Cataluña.

## Capitán general de las Fronteras de Jumilla y de Villena

### Alcaidía jumillana de los Pacheco por el marqués de Villena

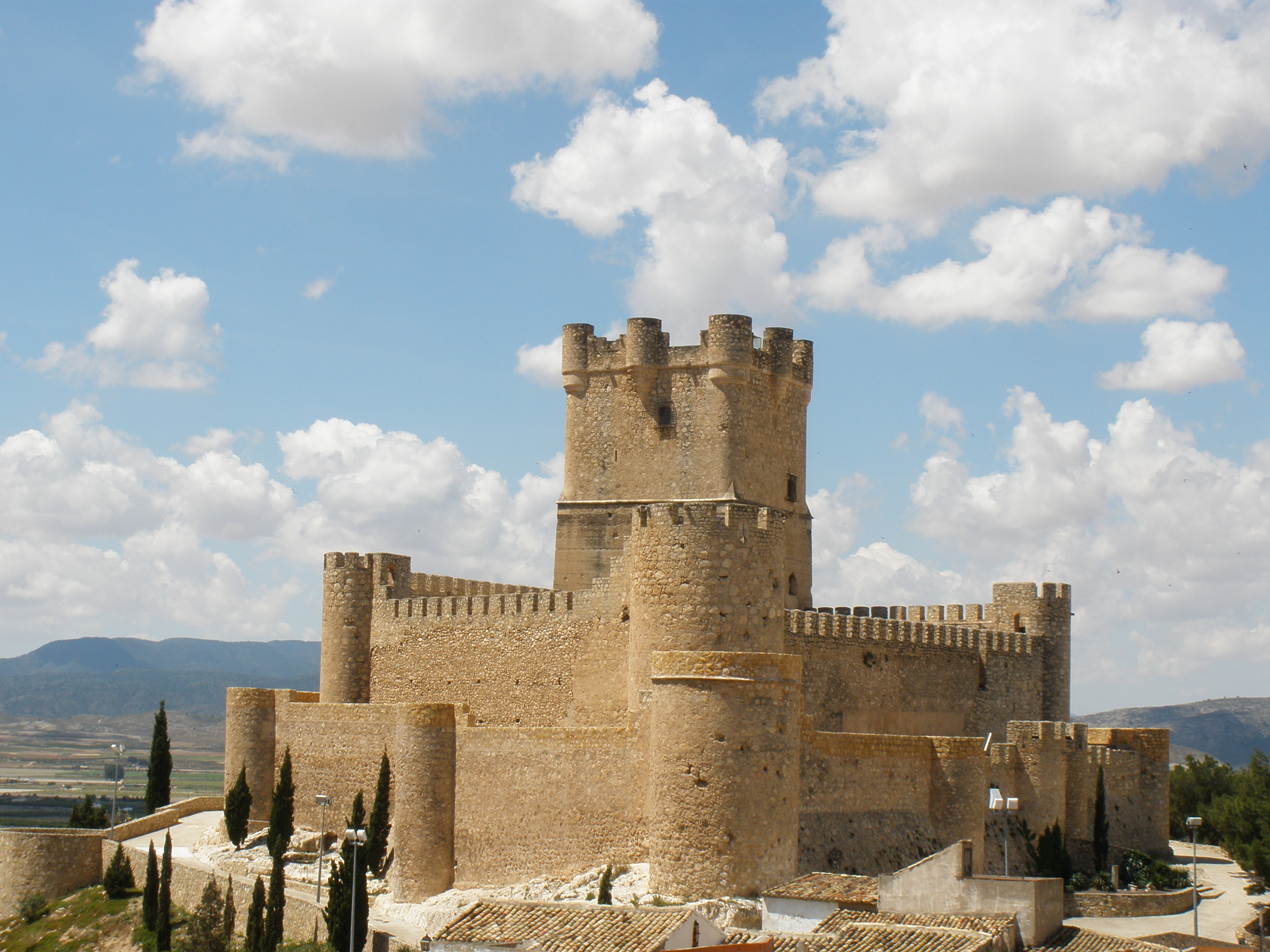
El castillo de la Atalaya de Villena.

La villa de Jumilla había sido conquistada por los cristianos en el siglo XIII e incorporada a la Corona de Castilla hasta la ocupación aragonesa del reino de Murcia de 1296 a 1304 pero continuó la villa en el dominio aragonés por el tratado de Torrellas, hasta que durante la guerra de los Dos Pedros fue ocupada definitivamente por los castellanos e incorporada a su reino murciano el 27 de abril de 1358 pero en 1445 la traspasó al marquesado de Villena.
Diego López Pacheco, II marqués de Villena, había nombrado en el año 1468 como alcaide de Jumilla a su medio hermano Rodrigo Pacheco, caballero de la Orden de Santiago y comendador de Cieza.
Posteriormente los Pacheco perdieron la alcaidía jumillana a favor de sus parientes Guardiola (pero sería recobrada por los marqueses de Villena desde 1529 hasta 1574, año en que ostentaría la alcaidía el licenciado Juan Cristóbal de Guardiola).

### Alcaidía jumillana de los Guardiola por los Reyes Católicos

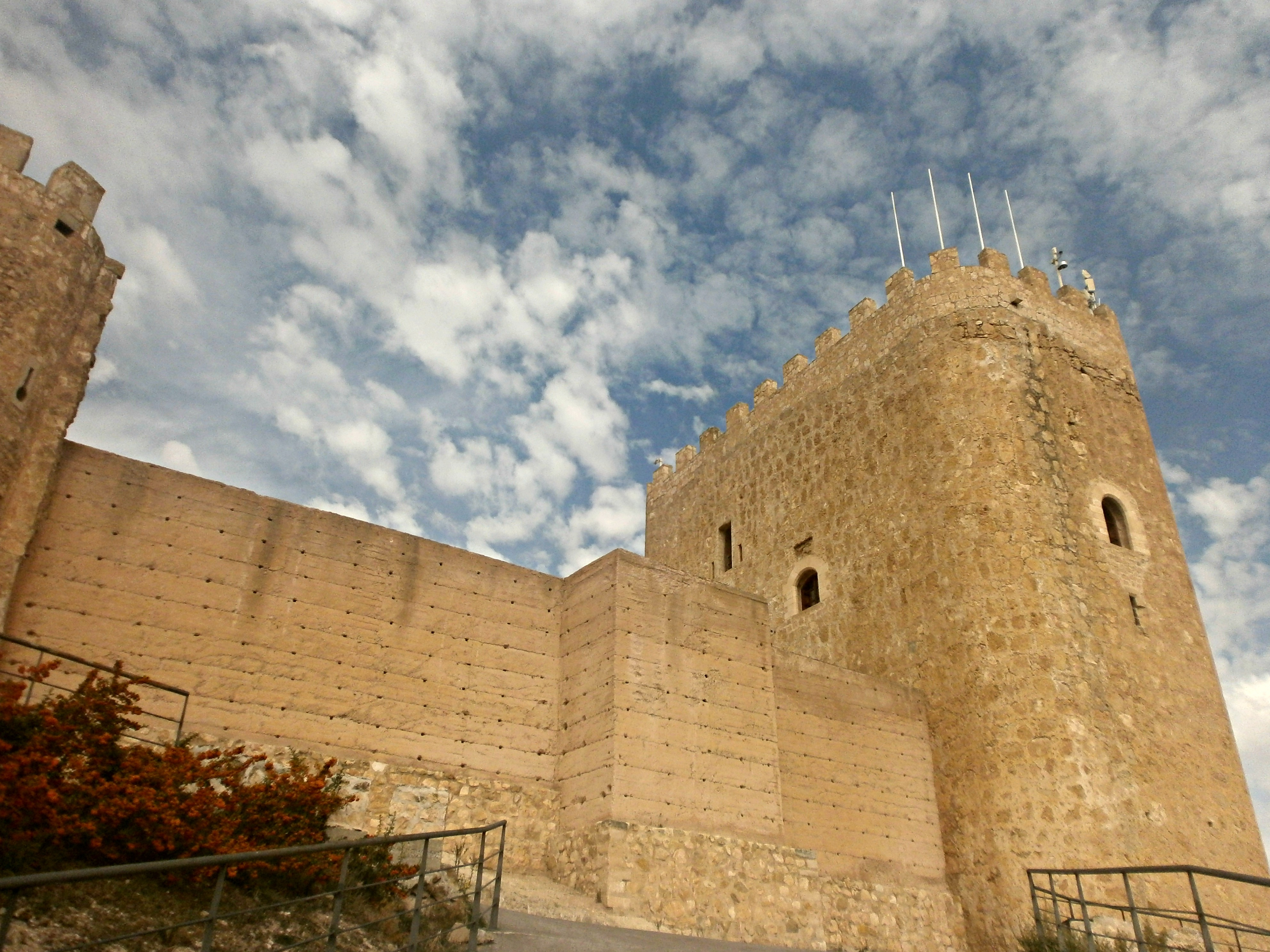
El castillo de Jumilla, reedificado en 1461 por el primer marqués Juan Pacheco.

Durante la Guerra de Sucesión Castellana desde 1475 hasta 1479, al apoyar y proteger el marqués Diego Pacheco a la aspirante real Juana la Beltraneja, el medio hermano Rodrigo Pacheco fue suplantado por real cédula de los Reyes Católicos el 15 de marzo de 1475 por el nuevo alcaide Andrés de Guardiola.
El entonces mayordomo mayor Guardiola había sido enviado por el rey Fernando II de Aragón, junto a su primo el infante-duque Enrique de Aragón y Pimentel, como capitán general de las fuerzas de la Corona que tomaron solo la fortaleza de Jumilla, y no así la villa que seguiría nominalmente en poder del marqués, con el pretexto de que estaba cercano a la frontera con los musulmanes y una vez logrado el objetivo, con el nuevo cargo, los monarcas hispáncos lo casaron con Ginesa Pacheco, una hija del predecesor para sellar alianzas.

### Nombramiento como capitán general fronterizo al sultanato
Además el caballero Guardiola pasó a ser también el capitán general de las Fronteras de Jumilla y del Marquesado de Villena, o bien capitán general de la Frontera y Marquesado de Villena, pero a su vez quedaría sujeto a las órdenes castellanas de Pedro Fajardo Quesada, adelantado mayor de Murcia desde 1444 hasta 1482 y suegro del adelantado sucesor Juan Chacón, y sin dejar de reconocerle la propiedad de Jumilla y demás villas al marqués Pacheco.
En 1476 la población villenera se levantó, alentada por los soberanos de la Monarquía Hispánica, contra el marqués que conservaría los títulos honoríficos y un territorio más reducido que incluía las villas conquenses de Alarcón, Belmonte y Castillo de Garcimuñoz, además de Zafra de Záncara, otras villas aisladas y algunos señoríos concentrados en la zona de Jorquera y Jumilla.
Cuando la ciudad de Cieza fue invadida el Domingo de Resurrección de 1477 por las tropas de Alboacén, sultán de Granada, quedó despoblada porque raptaron a todos sus pobladores que permanecieron encerrados en la Alhambra.

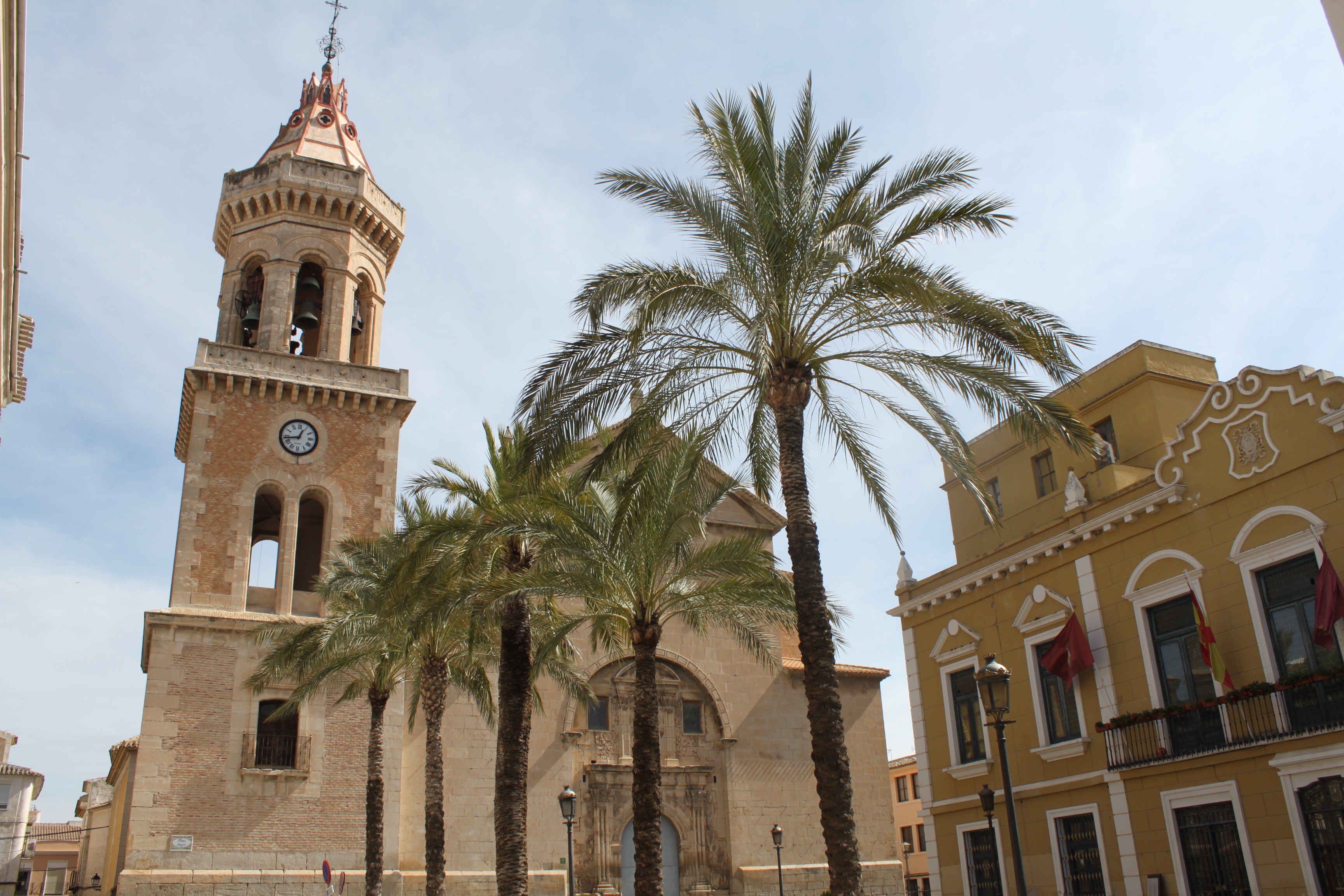
La Basílica de Nuestra Señora de la Asunción de la ciudad de Cieza (edificado en el sobre una iglesia anterior del).

Por dicho acontecimiento, Andrés Guardiola y Aragón debió acudir a la población con caballeros y vecinos de Jumilla para que los campos y las huertas no quedaran improductivos ni pasaran a manos musulmanas, a quienes finalmente venció el 6 de abril del mismo año, y de esta forma los ciezanos presos pactaron con los nazaríes un rescate para conseguir la liberación.
El alcaide y capitán general Andrés Guardiola solo residía circunstancialmente en el castillo de Jumilla y por ello nombraba a tenientes de alcaide para que lo suplantaran, ya que pasaba largo tiempo recorriendo a lo largo de la frontera granadina para vigilar una inminente invasión musulmana o para aprovechar cualquier debilidad fronteriza para atacar.

## Alcaidía vitalicia del castillo de Jumilla y deceso

### Ataque a la alcazaba de Almería del sobrino del sultán
De hecho por orden de Alfonso de Aragón y Escobar, conde de Ribagorza desde 1469 y duque de Villahermosa desde 1475, el capitán general Mateo Guardiola llegó hasta la Costa Granadina en febrero de 1477, atacó y venció al capitán moro Malique Alabez, alcaide nazarí de la Alcazaba de Almería y sobrino del sultán Muley Hacén, y lo llevó preso hasta la fortaleza jumillana.

### Propietario de tierras murcianas y reconquista granadina

La Corona de Castilla, fronteriza al Sultanato de Granada en los siglos XIV y XV, y la de Aragón (además de los otros dos reinos peninsulares: Portugal y Navarra).

Al estar muy conectado con los adelantados locales, era propietario de varias estancias murcianas plasmadas en dos padrones de hidalgos de la collación de San Nicolás del año 1488, en la que figuraba también con una casa de morada en Santa Catalina afrontada al Trinquete, en el mismo año que se retomara la Reconquista cristiana de la península ibérica con el último baluarte musulmán en el Reino nazarí de Granada.
De esta forma y finalizada la guerra de reconquista, se firmaron las Capitulaciones de Granada el 25 de noviembre de 1491, las cuales también concedieron un plazo de dos meses para la rendición, lo que no hubo necesidad de esperar, porque los rumores difundidos entre el pueblo granadino de lo pactado causaron revueltas, sofocadas por los fieles del último sultán Boabdil como por los cristianos, y finalmente entregaron la ciudad amurallada de Granada el 2 de enero de 1492.
Una vez reincorporado el último baluarte musulmán de la península para la cristiandad, bajo la soberanía de la Monarquía Hispánica, ya no tenía sentido mantener el cargo de capitán general de Frontera de Jumilla y de Villena, por lo que a partir de este momento dejaría de existir, manteniendo Guardiola solo el cargo de alcaide del castillo de Jumilla de manera vitalicia.

### Fallecimiento
El capitán general y alcaide Andrés de Guardiola y Aragón fallecería en alguna parte de la Corona de Castilla después del año 1516, ya que en ese año su hijo Miguel de Guardiola lo sucedería como alcaide de Jumilla.

## Matrimonio y descendencia
El caballero hidalgo Andrés Mateo de Guardiola y Aragón se unió en matrimonio por mandato de los futuros Reyes Católicos en Escalona hacia 1469 con Ginesa Pacheco Téllez-Girón (n. ca. 1454), una hija del ya citado comendador Rodrigo Pacheco (n. ca. 1437), caballero de Santiago y alcaide predecesor de Jumilla de 1468 a 1475, y nieta paterna de Juan Pacheco (1419-1474), I marqués de Villena desde 1445 hasta 1468, I conde de Xiquena desde 1461 y I duque de Escalona desde 1472 hasta 1474, además de maestre de la Orden de Santiago desde 1467. Andrés Mateo recibió en el año 1475 en concepto de dote de parte de Diego López Pacheco y Portocarrero (1447-1529), segundo marqués y tío de Ginesa, una huerta de arboleda y recreo, en la Buitrera, con sus cinco fuentes manantiales.
Fruto del enlace entre Andrés Mateo de Guardiola y Ginesa Pacheco hubo por lo menos un hijo documentado:
- Miguel de Guardiola y Aragón Pacheco[8] (n. Jumilla,[6] ca. 1470) que fue teniente general del sitio de Granada[34] de 1490 a 1492 y III alcaide de Jumilla desde 1516 hasta 1519.[37] Se había casado con Elvira Sánchez Manuel de Castilla,[f][g] una bisnieta de Juan Sánchez Manuel (n. ca. 1335), I conde de Carrión[h][i] desde 1368 por voluntad regia —y por su prima paterna que era la reina consorte Juana Manuel de Villena recibió el título de adelantado mayor de Murcia[j] desde 1369 hasta 1383— y de su cónyuge Juana de Jérica (1342-1382), por lo que Elvira era tataranieta de Sancho Manuel de Castilla, I señor de Carrión. Fruto de la unión de Miguel de Guardiola con Elvira Sánchez Manuel nacieron por lo menos dos hijos,[k] el primogénito era Mateo de Guardiola y Aragón Sánchez Manuel de Castilla[8][6][37] que sirvió al rey Carlos I de España en la guerra de las Germanías[41] y se casó con Benita López de Ayala para concebir un único hijo documentado, el bachiller Lope Guardiola de Ayala "el de Jumilla",[8][22] de quien descienden los de su apellido de la ciudad de Jumilla[6][26] y los de Murcia en general,[8] que entonces incluía al señorío de Villena,[41] y el segundogénito Juan de Guardiola y Sánchez Manuel[8][6][34] que era el padre del licenciado Juan Cristóbal de Guardiola,[34] I señor del Estado de la Guardia[5][8][6][42] y VIII alcaide de Jumilla[6][37][42] hacia 1574, y a través de este, era el abuelo de Jerónimo de Guardiola y Aragón Sandoval, II señor del Estado de la Guardia,[42][43] cuyo bisnieto a su vez sería Luis Antonio de Guardiola y Solís, I conde de Campo Rey desde 1683 y VI señor del Estado de la Guardia.[43]